# 230
| 230                |
| ------------------ |
| Dødsfald - Fødsler |
|                    |

| Gregoriansk kalender | 230 CCXXX               |
| Ab urbe condita      | 983                     |
| Armensk kalender     | I/T                     |
| Kinesiske kalender   | 2926 – 2927 己酉 – 庚戌 |
| Etiopisk kalender    | 222 – 223               |
| Jødisk kalender      | 3990 – 3991             |
| Hindukalendere       |                         |
| - Vikram Samvat      | 285 – 286               |
| - Shaka Samvat       | 152 – 153               |
| - Kali Yuga          | 3331 – 3332             |
| Iransk kalender      | 392 BP – 391 BP         |
| Islamisk kalender    | 404 BH – 403 BH         |

Se også 230 (tal)